# Kpakpaza
Kpakpaza è un arrondissement del Benin situato nella città di Glazoué (dipartimento delle Colline) con 6.401 abitanti (dato 2006).